# (200027) 2007 PM27
(200027) 2007 PM27 es un asteroide que forma parte de los asteroides troyanos de Júpiter, descubierto el 14 de agosto de 2007 por Rafael Ferrando desde el Observatorio Pla D'Arguines, Segorbe (Castellón de la Plana), España.

## Designación y nombre
Designado provisionalmente como 2007 PM27.

## Características orbitales
2007 PM27 está situado a una distancia media del Sol de 5,211 ua, pudiendo alejarse hasta 5,395 ua y acercarse hasta 5,027 ua. Su excentricidad es 0,035 y la inclinación orbital 10,16 grados. Emplea 4345,35 días en completar una órbita alrededor del Sol.

## Características físicas
La magnitud absoluta de 2007 PM27 es 13,3.